# Homenaje a Dos Leyendas (2016)
Homenaje a Dos Leyendas 2016 fue un evento de pago por visión de lucha libre profesional producido por Consejo Mundial de Lucha Libre. Tuvo lugar el 18 de marzo de 2016 desde la Arena México en Ciudad de México.

## Resultados
- La Sangre Dinamita (El Cuatrero y Sansón derrotaron a Oro Jr. y Soberano Jr.
  - Cuatrero cubrió a Soberano después de un «Cutthroat Codebreaker».
- Ángel de Oro, Rey Cometa y Titán derrotaron a Los Hijos del Infierno (Ephesto, Luciferno & Mephisto).
  - Cometa cubrió a Luciferno después de un «Double Corkscrew Plancha».
- Dragon Lee, Máscara Dorada, Místico y Valiente derrotaron a La Ola Amarilla (Okumura, Kamaitachi, Fujin & Raijin).
  - Lee cubrió a Fujin después de un «Suplex».
- Rush derrotó a Máximo Sexy en una Lucha de Cabellera vs. Cabellera.
  - Rush cubrió a Sexy después de un «Martillo Negro».
  - Como consecuencia, Sexy perdió su cabellera.
- Atlantis, Marco Corleone y Brazo de Plata derrotaron a Ciber the Main Man, Mr. Niebla y Último Guerrero.
  - Atlantis y Pata cubrieron a Man y Guerrero después de un «Roll-Up».
- Volador Jr. derrotó a Negro Casas en una Lucha de Cabellera vs. Cabellera.
  - Volador cubrió a Casas después de un «La Quebrada».
  - Como consecuencia, Casas perdió su cabellera.